# Marco Boschini
Marco Boschini (Venezia, 1602 – Venezia, 1º gennaio 1681) è stato uno scrittore, pittore e incisore italiano.
Personaggio "barocco" come non mai, è anche stato commerciante di perle false, cartografo, disegnatore a penna, miniatore, restauratore e sensale di quadri a servizio di illustri personaggi (come il cardinale Leopoldo de' Medici).

## Biografia
Fino a tempi recenti lo si riteneva nato a Venezia nel 1613, come indicato dal Nadal Melchiori. In realtà alcuni studi realizzati nel 2013, in occasione di quello che si supponeva essere il quarto centenario della nascita, hanno portato al ritrovamento del suo atto di battesimo, datato 5 ottobre 1602.
Crebbe alla bottega di Palma il Giovane, ed imparò l'arte dell'intaglio da Odoardo Fialetti. Lavorò ad alcune tele nella sacrestia di San Girolamo a Venezia.
Ma l'artista deve la sua fama soprattutto alla sua attività di scrittore. Arguto, colto e fine critico, è autore di diverse pubblicazioni: Regno tutto di Candia delineato, e parte a parte intagliato, 1651, una descrizione del Regno di Candia; La Carta del navegar pitoresco, 1660, in versi, sulle bellezze pittoriche di Venezia; Le miniere della pittura, 1664 e Le ricche miniere della pittura veneziana, 1674, due guide di Venezia; I gioielli pittoreschi. Virtuoso ornamento della città di Vicenza, 1676, guida alla città di Vicenza.
Oltre ad essere critico di sicuro acume, fino ad essere indicato come "il maggior critico del secolo", fu anche vero e notevole scrittore, dotato di forza espressiva, lessico preciso, acutezza, sintassi accattivante.
Morì nella sua casa di Venezia il 1º gennaio 1681 ovvero 1680 more veneto, come risulta da un necrologio dell'epoca. Altre date che ci sono state tramandate, ma che ad oggi non appaiono più attendibili, sono quella del 1678 (secondo il Nadal Melchiori) e del 1704.

## Opere

### La Carta del navegar pitoresco
Una delle più originali opere della letteratura veneziana, fu stampata, arricchita da varie incisioni, nel 1660. La rara prima edizione "(Venezia, Per il Baba, M.DC.LX)", viene nel sottotitolo definita dall'autore: "Dialogo tra un Senator Venetian deletante e un Professor de Pitura [...] compartì in oto venti con i quali la Nave venetiana vien conduta in l'alto Mar de la Pitura, come assoluta dominante de quelo a confusion de chi non intende el bossolo dela calamita".
Nel libro, dedicato all'arciduca d'Austria Leopoldo Guglielmo, si disserta sull'arte di Tiziano, Bellini, Tintoretto, ed anche Van Dyck e Rubens. L'opera è strutturata in otto canti ("vénti"), come un Dialogo tra il Senatore ("Ecelenza") e il Professor do Pitura ("Compare", lo stesso Boschini).
La Carta è una "veneziade", un poema scritto cioè ad esaltazione delle virtù veneziane. Boschini non nasconde la sua partigianeria campanilistica e per questo ricorre al dialetto: "me par che se discorresse in toscan, o in romanesco, el saria giusto meter la virtù veneziana int'un vaso, che ghe fasse piar l'odor de forestier; dove che la perderia quel buon gusto che rende la più soave fragranza che sia in l'universo. E in fin sta ben che tute le cose sapia dal so saor".
L'autore si dimostra non solo provvisto di conoscenza vasta e documentata sulla pittura veneta e straniera, ma anche di sapiente giudizio critico. Convinto sostenitore del manierismo, al trinomio "natura, arte, ingegno", fa corrispondere "franchezza, maniera e bizaria", persuaso che oggetto della pittura sia la natura perfezionata dell'arte, interessata baroccamente "a le maravegie". Alla fine del volume un "indice analitico" con tutti i nomi degli artisti citati con l'indicazione dei luoghi dove si trovano le loro opere.

### Le miniere della pittura
È una vera e propria guida, barocca fin dal titolo, dei capolavori artistici della città di Venezia. Pubblicata nel 1664, è però molto più nota la seconda edizione Le ricche Miniere della Pittura veneziana, del 1674.
Sono elencate e descritte le pitture visibili nelle chiese, nelle confraternite, negli edifici pubblici dei sei sestieri della città. Rispetto alle guide artistiche pubblicate in Italia tra il Seicento e il Settecento, questa di Boschini assume un posto di prim'ordine per la ricchezza e la precisione informativa. E tuttavia il libro è qualcosa in più di una mera "guida turistica", per l'acume critico con cui l'autore riesce a cogliere l'essenza artistica di un Tiziano o di un Tintoretto.
Rispetto alla precedente Carta del navegar pitoresco questa è opera più pensata e pacata: convenzionale nella parte teorica, lo scrittore è comunque capace di notazioni acute e di sensibilità quasi moderna. Nel 1733 Anton Maria Zanetti ne diede alle stampe un rifacimento: Descrizione di tutte le pubbliche pitture della città di Venezia.